# Innozenz III. (Gegenpapst)
Lando von Sezze (auch Landus Sitinus) war unter dem Namen Innozenz III. vom 29. September 1179 bis Januar 1180 Gegenpapst zu Papst Alexander III. Sein lateinischer Name bedeutet: der Unschuldige.
Unter Gegenpapst Viktor IV. zum Kardinal erhoben, war Innozenz III. der letzte der Gegenpäpste während des Pontifikats Alexanders III.
Kaiser Friedrich Barbarossa, dessen Konflikt mit Alexander III. das über zwanzigjährige Schisma genährt hatte, hatte die Rechtmäßigkeit des Pontifikats Alexanders III. bereits im Friedensschluss von Venedig im Jahre 1177 anerkannt, so dass dem Pontifikat Innozenz III. kaum Bedeutung zukommt. Innozenz residierte im süditalienischen Palumbara, wurde jedoch bereits 1180 ergriffen und an Alexander III. ausgeliefert, der ihn zu lebenslanger Haft im Kloster La Cava verurteilte.
Innozenz III. starb in der Haft, Tag und Umstände seines Todes sind nicht überliefert.